# Boissy-sans-Avoir
Boissy-sans-Avoir é uma comuna francesa na região administrativa da Île-de-France, no departamento de Yvelines. A comuna possui 423 habitantes segundo o censo de 1990.